# هارولد ستيرلينغ فاندربلت
هارولد ستيرلينغ فاندربلت (بالإنجليزية: Harold Stirling Vanderbilt)‏ هو لاعب الجسر ‏ ورائد أعمال أمريكي، ولد في 6 يوليو 1884 في أوكدال في الولايات المتحدة، وتوفي في 4 يوليو 1970 في نيوبورت في الولايات المتحدة.

## وصلات خارجية
- هارولد ستيرلينغ فاندربلت على موقع الموسوعة البريطانية (الإنجليزية)